# 조제프 엘랑가
조제프 엘랑가 피스(프랑스어: Joseph Elanga Fils, 1979년 5월 2일 ~ )는 카메룬의 전 프로 축구 선수로, 포지션은 수비수였다. 1990년대 후반 카메룬에서 선수 생활을 시작한 그는 2012년 은퇴하기 전까지 그리스, 스웨덴, 덴마크에서 프로 선수로 활약했다. 1998년과 2002년 사이에 완전한 국가대표로 활약한 그는 카메룬 국가대표팀에서 17번 출전했고 1998년 FIFA 월드컵에 자국을 대표했다.

## 구단 경력

### 초기 경력
엘랑가는 야운데에서 태어났다. 1998년에 카메룬을 떠난 후, 엘랑가는 PAOK와 아폴론 칼라마리아스에서 뛰면서 그리스에서 그의 유럽 경력을 시작했다.

### 말뫼 FF
각 클럽에서 1년을 보낸 후, 엘랑가는 2000년에 스웨덴 클럽 말뫼 FF로 이적하기 위해 그리스를 떠났다. 그는 6시즌 동안 그 클럽에 머물렀고, 130번의 리그 경기에 출전했고 2004년에는 알스벤스칸에서 우승했다.

### 덴마크
2005년, 엘랑가는 덴마크와 브뢴뷔 IF로 떠났다. 몇 번의 힘든 시즌 후, 그는 덴마크의 동료 클럽인 AC 호르센스로 임대를 갔다. 브뢴뷔와 그의 계약은 2009년에 끝났고, 엘랑가는 자유 계약 선수가 되었다.

### 말뫼 복귀 및 은퇴
2010년 초, 엘랑가는 친정팀 말뫼 FF와 일주일간 훈련할 것이라고 발표했고, 몇 주 후 말뫼와 새로운 계약을 체결하고 4년 만에 클럽으로 돌아왔다. 2010 시즌 엘랑가는 히카르지뉴 다음으로 레프트백의 두 번째 선택이었기 때문에 출전 시간이 매우 제한적이었지만, 히카르지뉴가 부상을 당했을 때 시즌 초반 몇 경기와 다른 몇 경기에 출전할 기회를 얻었다. 결국 그는 클럽에서 두 번째 알스벤스칸 우승을 차지하기에 충분한 경기를 치렀다.
엘랑가의 계약은 갱신되지 않았고, 그는 새로운 클럽을 찾기 위해 보로스에 있는 그의 가족으로 옮겼다. 2012년 1월 9일, 그는 UEFA 프로 라이선스 공부에 집중하기 위해 선수 생활을 접고 감독이 되기로 결정했다고 발표했다.

## 국가대표팀 경력
엘랑가는 1998년 FIFA 월드컵에서 카메룬 국가대표팀으로 출전했지만 카메룬이 조별 리그 후 탈락하면서 출전하지 못했다. 그는 국가대표로 총 17번 출전했다.

## 사생활
조제프 엘랑가는 노팅엄 포리스트에서 뛰고 있는 스웨덴의 축구 선수 안토니 엘랑가의 아버지이다.